# سليم (سوهاج)
قرية سليم هي إحدى القرى التابعة لمركز طما بمحافظة سوهاج في جمهورية مصر العربية. حسب إحصاءات سنة 2006، بلغ إجمالي السكان في سليم 1880 نسمة، منهم 926 رجل و954 امرأة.